# 阿南鉄道
阿南鉄道（あなんてつどう）は、徳島県勝浦郡小松島町（現在の小松島市）と那賀郡羽ノ浦村（現在の阿南市）を結ぶため建設された鉄道路線及びその運営会社である。乗合自動車業も兼営した。後に国有化され、現在の四国旅客鉄道（JR四国）牟岐線の一部となった。

## 歴史
1900年（明治33年）那賀郡羽ノ浦村出身の代議士板東勘五郎ら有志により徳島駅より岩脇（羽ノ浦町古庄付近）間に鉄道を敷設することを計画し阿陽鉄道株式会社を設立することになった。しかし有志の多くが徳島鉄道の役員であったことから徳島鉄道の手により敷設することになり、仮免状が下付された。ところが徳島鉄道は1907年（明治40年）国に買収されることになり、計画は立ち消えとなってしまった。
1911年（明治44年）石井町の実業家で代議士の生田和平ら有志は徳島市二軒屋を起点とし岩脇に至る路線の敷設と阿南電気鉄道設立の申請をした。これは先の阿陽鉄道と同ルートであった。なお当初の計画では那賀郡新野村が終点であったが那賀川へ架橋するためには多額の費用がかかることから古庄を終点にした。この申請に鉄道院は徳島-小松島間には阿波国共同汽船に対し免許しているので重複をさけること、電気鉄道を蒸気鉄道に変更することなど指示があった。このため起点を小松島町とし蒸気鉄道に変更する申請をした。社名は阿南鉄道に変更して1913年（大正2年）に会社を設立し、本社は徳島に置いた。社長は生田和平が就任した。なお起点は小松島と中田の両案があり小松島町を二分する程の騒動となり末松偕一郎知事の調停により起点は中田に決まった。
そして小松島軽便線（阿波国共同汽船）中田駅より羽ノ浦村古庄に至る路線の敷設工事は1915年（大正4年）12月1月に着工、1916年（大正5年）12月に全線開業した。列車の運転は1日7往復うち4往復は徳島まで直通運転をした。また支線も計画された。ひとつは羽ノ浦駅より分岐して平島村大字大京原村字西ノ口に至る支線で1913年（大正2年）に免許状が下付されたが工事に着手できず免許を取消された。このため1914年（大正3年）10月20日に再度免許されたが結局免許を返納。もうひとつは立江駅より分岐して勝浦郡棚野村へ至る路線で1918年（大正7年）に免許されたが関東大震災後の財界不況により実現できなかった。
やがて乗合自動車の進出により鉄道収入が減少、1927年（昭和2年）乗合自動車兼業を申請し1928年（昭和3年）から営業を開始する。さらに1930年（昭和5年）にガソリンカーを購入。1日15往復（直通8往復）に増便した。
しかし乗合自動車業を始めたものの業績回復には至らなかったため代議士でもある生田社長は鉄道買収を政府に働きかけた結果、1928年（昭和3年）1月の閣議で阿南鉄道の買収が決定された。しかし牟岐線羽ノ浦-牟岐間の工事が延期されたため買収案は消滅してしまった。ようやく1933年（昭和8年）工事が再開され、1936年（昭和11年）3月に牟岐線羽ノ浦駅-桑野駅間が開通した。5月に開かれた第69回帝国議会において「岩手輕便鐵道株式會社所屬鐵道外三鐵道及兼業に屬する資産買收の爲公債發行に關する法律案」が政府から提出され法案は可決された。買収日は7月1日となり買収価額は68万6855円（交付公債額71万7775円）。開業線建設費75万3771円に対し91パーセントであった。

### 年表

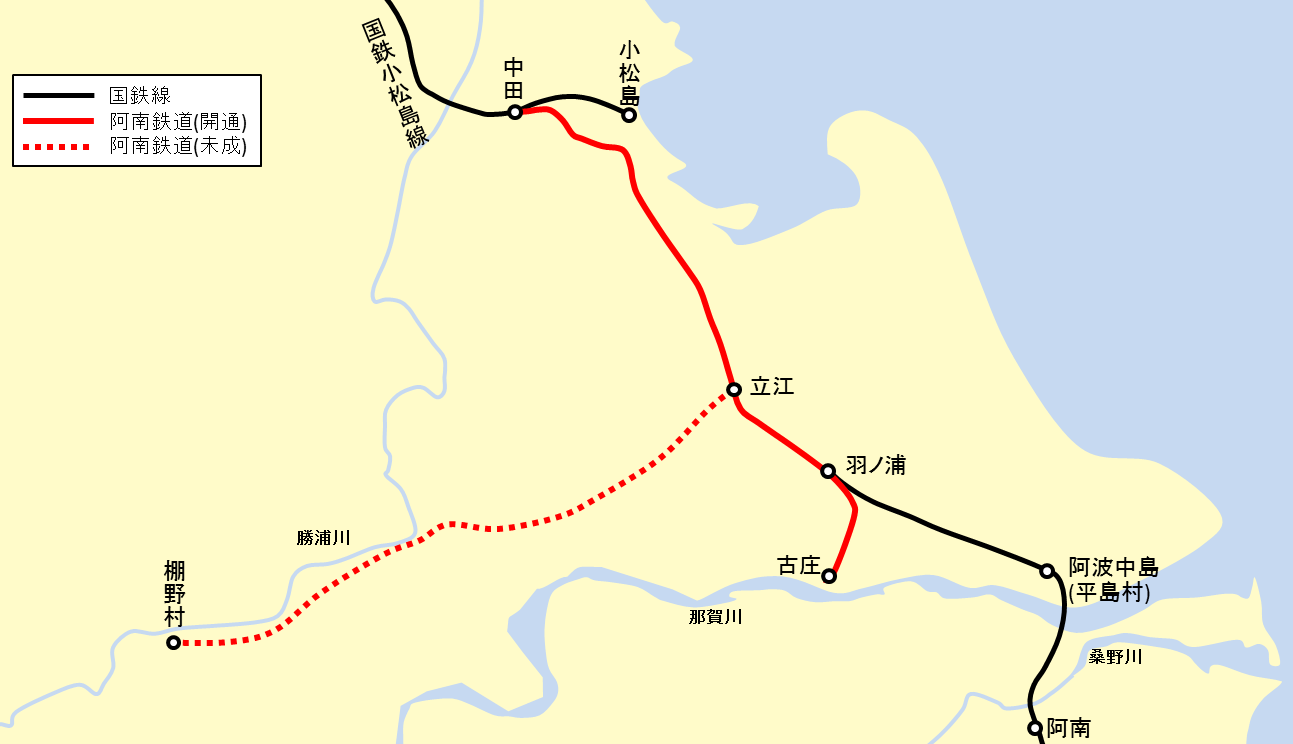
阿南鉄道の開通線と未成線の路線図、周辺の国鉄線を含む、国有化時に羽ノ浦-古庄間は旅客営業を廃止して貨物支線となった、後に徳島-中田間が牟岐線に編入され、羽ノ浦-古庄間の貨物支線は廃止、小松島線として残った中田-小松島間も国鉄末期に廃止となった

- 1912年（大正元年）10月22日 阿南電気鉄道に対し鉄道免許状下付（勝浦郡小松島町大字小松島浦村字東出口-那賀郡羽浦村大字岩脇村字姥ヶ原間、動力電気、軌間1435mm）[20]
- 1913年（大正2年）
  - 9月1日 阿南鉄道に対し鉄道免許状下付（那賀郡羽ノ浦村-同郡平島村間、動力蒸気、軌間1067mm）[21]
  - 10月20日 阿南鉄道株式会社（社長生田和平）設立[22][23]
- 1914年（大正3年）10月20日 鉄道免許状下付（那賀郡羽ノ浦村-同郡平島村間）[24]
- 1916年（大正5年）
  - 10月26日 鉄道免許状返納（1914年10月20日免許 那賀郡羽ノ浦村-同郡平島村間 起業廃止による）[25]
  - 12月15日 中田 - 古庄間を開業[26]。
- 1918年（大正7年）12月12日 鉄道免許状下付（那賀郡立江町-勝浦郡棚野村間）[27]
- 1926年（大正15年）4月12日 鉄道免許失効（1918年12月12日免許 那賀郡立江町-勝浦郡棚野村間 指定ノ期限内ニ工事施工認可申請ヲ為ササルタメ）[28]
- 1928年（昭和3年）3月1日 富岡自動車商会より乗合自動車業を継承[29]
- 1930年（昭和5年）
  - 4月17日 瓦斯倫動力併用認可[22]
  - 6月11日 - ガソリンカー運行開始（中田-古庄間）。12月1日より省線徳島駅まで乗り入れ[29]
- 1931年（昭和6年）小松島町へ本社を移転[29]
- 1936年（昭和11年）
  - 6月 丹生谷自動車[30]へ阿南鉄道自動車部の路線と営業権を譲渡[31]
  - 7月1日 阿南鉄道の中田 - 古庄間を国有化し牟岐線に編入[32]。羽ノ浦 - 古庄間の旅客営業を廃止。赤石駅を阿波赤石駅と改称。機関車3両、蒸気動車1両、ガソリンカー4両、客車8両、貨車12両を引継ぐ[33]。

## 駅一覧
| 名称     | 駅間距離（Km） | 所在地             | 備考                       |
| -------- | -------------- | ------------------ | -------------------------- |
| 中田     |                | 勝浦郡小松島町中郷 |                            |
| 南小松島 | 1.8            | 同郡同町小松島     |                            |
| 金磯     | 1.1            | 同郡同町芝生       | 1962年廃止                 |
| 赤石     | 2.2            | 那賀郡立江町立江   | 国有化後阿波赤石に改称     |
| 立江     | 1.3            | 同郡同町同字       |                            |
| 羽ノ浦   | 2.2            | 同郡羽ノ浦町宮倉   |                            |
| 古庄     | 1.9            | 同郡同町古庄       | 国有化後貨物専用1961年廃止 |

- 駅間距離、所在地は鉄道停車場一覧. 昭和9年12月15日現在（国立国会図書館デジタルコレクション）より

## 輸送・収支実績
| 年度 | 輸送人員（人） | 貨物量（トン） | 営業収入（円） | 営業費（円） | 営業益金（円） | その他益金（円） | その他損金（円）         | 支払利子（円） | 政府補助金（円） |
| ---- | -------------- | -------------- | -------------- | ------------ | -------------- | ---------------- | ------------------------ | -------------- | ---------------- |
| 1916 | 78,581         | 1,677          | 12,718         | 8,662        | 4,056          |                  |                          | 14,082         |                  |
| 1917 | 306,681        | 11,518         | 47,859         | 32,201       | 15,658         |                  |                          | 22,350         | 22,671           |
| 1918 | 370,584        | 15,216         | 51,345         | 45,351       | 5,994          | 繰入800          |                          | 16,750         | 17,693           |
| 1919 | 422,967        | 16,144         | 74,732         | 49,704       | 25,028         |                  |                          | 20,150         | 2,859            |
| 1920 | 454,229        | 13,558         | 96,597         | 55,183       | 41,414         |                  |                          | 21,723         | 549              |
| 1921 | 437,432        | 11,814         | 102,536        | 66,398       | 36,138         |                  |                          |                |                  |
| 1922 | 479,445        | 10,975         | 109,734        | 64,544       | 45,190         |                  |                          |                |                  |
| 1923 | 499,083        | 9,761          | 114,036        | 62,386       | 51,650         |                  |                          | 21,178         | 6,477            |
| 1924 | 478,674        | 9,045          | 111,722        | 66,799       | 44,923         | 準備金835        | 雑損金67                 | 20,534         | 4,379            |
| 1925 | 463,286        | 8,119          | 109,715        | 70,677       | 39,038         |                  |                          | 19,973         | 20,477           |
| 1926 | 482,240        | 8,782          | 109,856        | 68,969       | 40,887         |                  | 雑損682                  | 19,350         | 7,842            |
| 1927 | 424,762        | 7,770          | 92,496         | 57,396       | 35,100         | 自動車351        |                          | 18,700         |                  |
| 1928 | 424,187        | 6,784          | 90,213         | 53,141       | 37,072         |                  | 雑損673自動車業5,351     | 17,951         |                  |
| 1929 | 413,883        | 5,472          | 85,712         | 58,198       | 27,514         |                  | 自動車業354              | 17,201         |                  |
| 1930 | 374,052        | 3,328          | 71,859         | 38,808       | 33,051         | 自動車業3,817    |                          | 19,499         |                  |
| 1931 | 349,865        | 2,299          | 61,362         | 26,632       | 34,730         | 自動車業7,686    |                          | 19,924         |                  |
| 1932 | 362,768        | 1,854          | 51,563         | 20,567       | 30,996         |                  | 自動車業9,456            | 21,339         |                  |
| 1933 | 398,601        | 5,606          | 52,332         | 20,127       | 32,205         |                  | 自動車業3,907償却金3,798 | 18,423         |                  |
| 1934 | 436,219        | 6,592          | 54,219         | 20,851       | 33,368         |                  | 自動車業4,800            | 18,003         |                  |
| 1935 | 449,518        | 10,294         | 58,615         | 24,824       | 33,791         |                  | 自動車業7,000            | 17,842         |                  |
| 1936 | 297,414        | 1,680          | 27,236         | 12,595       | 14,641         |                  | 自動車業6,000            | 8,384          |                  |

- 鉄道院鉄道統計資料、鉄道省鉄道統計資料、鉄道統計資料各年度版

## 車両
開業時は、機関車1両、客車3両、貨車4両（有蓋2無蓋2）を鉄道院から、蒸気動車を三河鉄道から購入。蒸気動車は三河鉄道では僅か3年しか使用されなかったが、阿南鉄道では主力として活躍した。1930年、ガソリンカー（定員50人）3両を購入。蒸気動車に代わり徳島乗り入れを行う。1931年1両（定員90人）を追加しほぼ全列車、かつ貨車牽引もこなした。その後は牟岐線建設資材輸送で貨物が増加。牟岐線開業により客貨が増加し、ガソリンカーの出番は半減した。
| 車種       | 使用開始 | 形式番号  | 国有化後  | 製造年 | 製造所                 | 購入元   | 備考                                                                           |
| ---------- | -------- | --------- | --------- | ------ | ---------------------- | -------- | ------------------------------------------------------------------------------ |
| 蒸気機関車 | 1916     | 2         | 1220      | 1898   | ナスミス・ウィルソン   | 鉄道院   | 鉄道院1105。経歴はリンク先を参照                                               |
| 蒸気機関車 | 1919     | 140       | 140       | 1875   | シャープ・スチュアート | 鉄道院   | 鉄道院140。経歴はリンク先を参照                                                |
| 蒸気機関車 | 1922     | 1200      | 1200      | 1896   | ナスミス・ウィルソン   | 鉄道省   | 鉄道省1200。経歴はリンク先を参照                                               |
| 蒸気動車   | 1916     | ジハ1     | 車籍なし  | 1913   | 汽車製造               | 三河鉄道 | 三河鉄道101→阿南鉄道A1 →博多湾鉄道汽船キハ6→西日本鉄道キハ202→104              |
| 内燃動車   | 1930     | キハ101   | キハ4530  | 1930   | 雨宮製作所             | 新製     | 国有化後 蒲原鉄道クハ1→ハ2                                                     |
| 内燃動車   | 1930     | キハ102   | キハ4531  | 1930   | 雨宮製作所             | 新製     | 国有化後 菊地電気鉄道ハ25                                                      |
| 内燃動車   | 1930     | キハ103   | キハ4532  | 1930   | 雨宮製作所             | 新製     |                                                                                |
| 内燃動車   | 1931     | キハ201   | キハ40307 | 1931   | 日本車輌製造           | 新製     | 国有化後 鉄道省キハ40510→40307→第一海軍航空廠 →鹿島参宮鉄道ホハフ402→キハ40402 |
| 客車       | 1916     | ハ1→ハフ1 | ハ1       | 1894   | 平岡工場               | 鉄道院   | 総武鉄道は13→鉄道院ハ2500                                                      |
| 客車       | 1916     | ハ2→ハフ2 | ハ2       | 1894   | 平岡工場               | 鉄道院   | 総武鉄道は14→鉄道院ハ2501                                                      |
| 客車       | 1916     | ハ3       | ハ3       | 1894   | 平岡工場               | 鉄道院   | 総武鉄道は15→鉄道院ハ2502                                                      |
| 客車       | 1917     | ハ4       | ハ4       | 1894   | 平岡工場               | 鉄道院   | 総武鉄道は16→鉄道院ハ2503                                                      |
| 客車       | 1917     | ハ5       | ハ5       | 1894   | 平岡工場               | 鉄道院   | 総武鉄道は17→鉄道院ハ2504                                                      |
| 客車       | 1917     | ハ6       | ハ6       | 1894   | 平岡工場               | 鉄道院   | 総武鉄道は18→鉄道院ハ2505                                                      |
| 客車       | 1917     | ハニ1     | ハニ1     | 1898   | 松井工場               | 鉄道院   | 北越鉄道ハブ4→鉄道院ハニ3678                                                   |
| 客車       | 1917     | ハニ2     | ハニ2     | 1898   | 松井工場               | 鉄道院   | 北越鉄道ハブ5→鉄道院ハニ3679                                                   |
| 貨車       | 1916     | ワ1→ワフ1 | ワフ1     | 1888   |                        | 鉄道院   | 鉄道院ワ6420                                                                   |
| 貨車       | 1916     | ワ2→ワフ2 | ワフ2     | 1888   |                        | 鉄道院   | 鉄道院ワ6423                                                                   |
| 貨車       | 1916     | ツ1→リ1   | -         |        |                        | 鉄道院   | 鉄道院ツ1947 土運車 1936年6月廃車                                              |
| 貨車       | 1916     | ツ2→リ2   | -         |        |                        | 鉄道院   | 鉄道院ツ1957 土運車 1936年6月廃車                                              |
| 貨車       | 1919     | ワ101     | ワ101     | 1896   |                        | 鉄道院   | 鉄道院ワ6484                                                                   |
| 貨車       | 1919     | ワ102     | ワ102     | 1895   |                        | 鉄道院   | 鉄道院ワ6485                                                                   |
| 貨車       | 1919     | ワ103     | ワ103     | 1894   |                        | 鉄道院   | 鉄道院ワ6486                                                                   |
| 貨車       | 1919     | ワ104     | ワ104     | 1891   |                        | 鉄道院   | 鉄道院ワ6487                                                                   |
| 貨車       | 1919     | ワ105     | ワ105     | 1895   |                        | 鉄道院   | 鉄道院ワ6488                                                                   |
| 貨車       | 1919     | ト101     | ト101     | 1892   |                        | 鉄道院   | 鉄道院ト9369                                                                   |
| 貨車       | 1919     | ト102     | ト102     | 1892   |                        | 鉄道院   | 鉄道院ト9373                                                                   |
| 貨車       | 1919     | ト103     | ト103     | 1898   |                        | 鉄道院   | 鉄道院ト8747                                                                   |
| 貨車       | 1919     | ト104     | -         | 1898   |                        | 鉄道院   | 鉄道院ト8754                                                                   |
| 貨車       | 1919     | フト101   | -         | 1887   |                        | 鉄道院   | 鉄道院フト7282                                                                 |
| 貨車       |          | ト111     | ト111     |        |                        |          |                                                                                |
| 貨車       |          | ト112     | ト112     |        |                        |          |                                                                                |

- 引継車両にト104、フト101が見当たらずト111、112が出現していることから改番したとみられるが鉄道省文書には該当の記録が見当たらない
- 鉄道省文書『阿南鉄道』、「昭和戦前期,買収客貨車改番一覧」

### 車両数の変遷
| 年度      | 機関車 | 蒸気動車 | ガソリンカー | 客車 | 貨車 | 貨車 |
| 年度      | 機関車 | 蒸気動車 | ガソリンカー | 客車 | 有蓋 | 無蓋 |
| --------- | ------ | -------- | ------------ | ---- | ---- | ---- |
| 1916      | 1      | 1        |              | 3    | 2    | 2    |
| 1917-1918 | 1      | 1        |              | 8    | 2    | 2    |
| 1919-1920 | 2      | 1        |              | 8    | 7    | 7    |
| 1921      | 2      |          |              | 8    | 7    | 7    |
| 1922-1926 | 3      | 1        |              | 8    | 7    | 7    |
| 1927      | 3      | 1        |              | 7    | 7    | 7    |
| 1928-1929 | 3      | 1        |              | 8    | 7    | 7    |
| 1930      | 3      | 1        | 3            | 8    | 7    | 7    |
| 1931-1935 | 3      | 1        | 4            | 8    | 7    | 7    |

- 鉄道院鉄道統計資料、鉄道省鉄道統計資料、鉄道統計資料各年度版